# HNLMS Sumatra (1890)
Pour les autres navires du même nom, voir HNLMS Sumatra.
Le HNLMS Sumatra (Pays-Bas : Hr.Ms. Sumatra) était un petit croiseur protégé de 3e classe construit dans les années 1890 pour la Marine royale néerlandaise (Koninklijke Marine).

## Histoire
Le navire a été baptisé d'après l'île de Sumatra faisant partie des Indes orientales néerlandaises (aujourd'hui l'Indonésie). Sa conception ressemble à une version plus petite du croiseur protégé chilien de 1883 Esmeralda construit par les chantiers navals Armstrong Withworth ou à celle du chinois Jiyuan construit par AG Vulcan Stettin.
Avec un fort armement ce type de navire remplaçait un cuirassé de 1er pour les pays qui ne pouvaient pas construire ce type de bateau lourd.

## Service
Le 1er avril 1891 le Sumatra est mis en service à Batavia sous la responsabilité du gouverneur-général des Indes orientales hollandaises. Il est mis hors service dès 1907.

## Note et référence
- (en) Cet article est partiellement ou en totalité issu de l’article de Wikipédia en anglais intitulé « HNLMS Sumatra (1890) » (voir la liste des auteurs).